# Захаренко, Андрей Николаевич
Андрей Николаевич Захаренко (18 марта 1979; Липецк, СССР) — российский футболист, полузащитник.

## Карьера
Воспитанник СДЮШОР «Металлург». Первые тренера: В. Поваляев, А. Логунов. Почти всю игровую карьеру провёл в липецком «Металлурге», лишь три сезона сыграв в других клубах: финских «Ээнекоскен» и «Ракуунат», а также белорусском «Торпедо» из Жодино.